# Night Dreamer
Night Dreamer – czwarty album studyjny amerykańskiego saksofonisty jazzowego Wayne’a Shortera, wydany po raz pierwszy w 1964 roku z numerem katalogowym BLP 4173 i BST 84173 nakładem Blue Note Records. To pierwszy album nagrany przez Shortera dla tej wytwórni.

## Powstanie
Materiał na płytę został zarejestrowany 29 kwietnia 1964 roku przez Rudy’ego Van Geldera w należącym do niego studiu (Van Gelder Studio) w Englewood Cliffs w stanie New Jersey. Produkcją albumu zajął się Alfred Lion.

## Lista utworów
Opracowano na podstawie materiału źródłowego.
Wydanie LP
Strona A
| Nr | Tytuł utworu         | Muzyka              | Długość |
| -- | -------------------- | ------------------- | ------- |
| 1. | „Night Dreamer”      | Wayne Shorter       | 7:15    |
| 2. | „Oriental Folk Song” | Shorter (aranżacja) | 6:51    |
| 3. | „Virgo”              | Shorter             | 7:07    |
|    |                      |                     | 21:13   |

Strona B
| Nr | Tytuł utworu     | Muzyka  | Długość |
| -- | ---------------- | ------- | ------- |
| 1. | „Black Nile”     | Shorter | 6:28    |
| 2. | „Charcoal Blues” | Shorter | 6:52    |
| 3. | „Armageddon”     | Shorter | 6:19    |
|    |                  |         | 19:39   |

Utwór dodatkowy na CD
| Nr | Tytuł utworu             | Muzyka  | Długość |
| -- | ------------------------ | ------- | ------- |
| 1. | „Virgo (alternate take)” | Shorter | 7:02    |
|    |                          |         | 7:02    |

## Twórcy
Opracowano na podstawie materiału źródłowego.
Muzycy:
- Wayne Shorter – saksofon tenorowy
- Lee Morgan – trąbka
- McCoy Tyner – fortepian
- Reggie Workman – kontrabas
- Elvin Jones – perkusja

Produkcja:
- Alfred Lion – produkcja muzyczna
- Rudy Van Gelder – inżynieria dźwięku
- Reid Miles – projekt okładki
- Francis Wolff – fotografia na okładce
- Nat Hentoff – liner notes
- Michael Cuscuna – produkcja muzyczna (reedycja na CD)